# Tabaré Cardozo
Tabaré Cardozo (Montevideo, 24 de julio de 1971) es un cantante, compositor y murguista uruguayo; conocido por su participación en la murga Agarrate Catalina, conjunto que fundó junto a su hermano Yamandú y Carlos Tanco en 2001.

## Biografía
Tabaré nació el 24 de julio de 1971 en el barrio Buceo en Montevideo, Uruguay. Es hijo de Héber Cardozo, licenciado en teología y de Blanca Cornero, de profesión maestra. Se crio en el barrio Buceo junto a sus dos hermanos, Yamandú y Martín. Desde temprana edad hizo teatro y ganó varios premios por su talento en el área. Amante de la música popular de su país, sus influencias abarcan a Daniel Viglietti, El Sabalero, Alfredo Zitarrosa, Los Olimareños, Numa Moraes, Roberto Darvin y a Galemire. En el género del rock de ese país empezó tocando con músicos como los hermanos Ibarburu. Tiene un gran currículum en lo que a carnaval refiere; debutó con Falta y Resto, después estuvo en Eterna Madrugada, La Clarinada, Contrafarsa y Curtidores de hongos.
Hacia 1998 ganó el primer premio con Contrafarsa, en el concurso de Carnaval, en la categoría de murgas, y es premiado por el cuplé Las Chusmetas. En el 2002 se lanza su primer disco Poética Murguera. En abril de 2001 funda la murga Agarrate Catalina.
Luego, hacia el año 2004, sale en la murga Curtidores de hongos, como director escénico y arreglador coral y gana el primer premio en la categoría de murgas. En el año 2005, lanza su segundo disco Pobres Poderosos y participa como libretista de la murga Agarrate Catalina, agrupación que gana el primer premio. En 2006 participa nuevamente con Agarrate Catalina, pero además de ser uno de los libretistas junto a su hermano Yamandú Cardozo y Carlos Tanco, participó también como director escénico y arreglador coral de la murga, ganando el primer premio, además de la mención de Mejor saludo. En el 2007 presenta su nuevo DVD, compuesto de biografía, fotos, video clips, y más.
El murguero oriental fue lanzado a la venta en 2008 y resultó un éxito, en él participaron emblemas del carnaval como son el Canario Luna, Freddy "Zurdo" Bessio, entre otros.
En 2011 presentó su último trabajo, El zoológico de mi cabeza.
El 9 de diciembre, lanzó su nuevo CD, titulado Malandra, que tiene un perfil más roquero que sus discos anteriores.
Una de sus melodías más populares la constituye Uruguayos campeones, adaptación de la original de Francisco Canaro y Omar Odriozola.

## Discografía

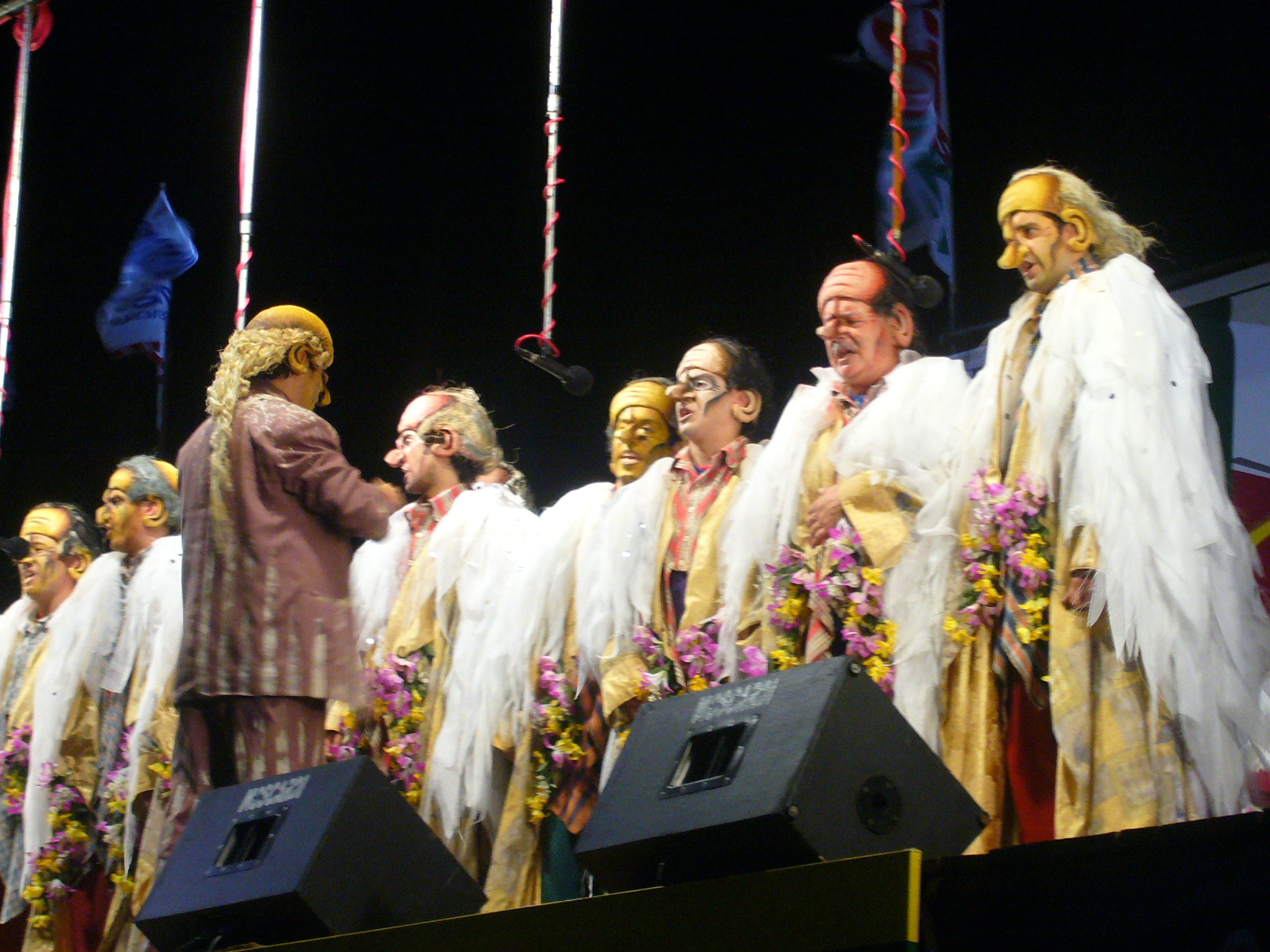
Agarrate Catalina en el carnaval de 2008, murga formada por Tabaré, Yamandú y Tanco en abril de 2001.

- 2002, Poética Murguera  (Obligado Records)
- 2005, Pobres Poderosos  (Montevideo Music Group)
- 2008, El murguero oriental  (Montevideo Music Group)
- 2009, Quiero abrazarme al recuerdo  (Montevideo Music Group), (CD + DVD)
- 2011, El Zoológico de mi cabeza  (Montevideo Music Group)
- 2014, Malandra  (Montevideo Music Group)
- 2018, Librepensador  (Montevideo Music Group)
- 2023, 39 de Febrero  (Montevideo Music Group)

## Recopilaciones
- 2009, De Colección - (Montevideo Music Group)